# 조너선 시벤
조너선 스콧 시벤(Jonathan Scott Sieben, OAM, 1966년 8월 24일 ~ )은 접영에서 활약한 전 오스트레일리아의 수영 선수로 1984년 로스앤젤레스 올림픽에서 200m 접영 금메달을 획득하였다.
퀸즐랜드주 브리즈번에서 태어난 시벤은 로리 로런스에 의하여 코치를 받고 15세의 어린 나이에 1982년 고향에서 열린 코먼웰스 게임에 데뷔하여 혼계영 우승은 물론, 200m 접영에서 동메달을 땄다.
시벤과 로런스 코치는 로스앤젤레스 올림픽을 위하여 지속적으로 자신들의 준비를 하였으나 약간의 기회가 주어졌다. 173cm 만을 서면서 시벤은 자신의 친구들에게 "작은 새우"로 알려졌으며, 당시 지배적인 선수 서독의 미하엘 그로스는 "신천옹"으로 알려졌다. 그는 또한 100m 접영 세계 기록 보유자 미국의 파블로 모랄레스를 향하였다. 자신이 이전에 헤엄친 것보다 4초 이상 빠른 1분 57.04초의 세계 기록으로 금메달을 따는 데 마지막 50m에서 돌진하기 전에 시벤은 그로스와 모랄레스의 항적에서 헤엄을 쳤다. 그는 또한 혼계영의 예선들에서 활약한 후, 동메달을 수집하기도 하였다. 그는 "올해의 연소자 오스트레일리아인"으로 임명되었다.
1988년 서울 올림픽에서 시벤의 능력이 약해지고, 200m 접영을 위하여 선택되지 못하였다. 그는 100m 접영에서 4위를 하였다.
그는 지속적으로 1992년 바르셀로나 올림픽에 나갔으나 100m 접영의 결승전에 도달하는 데 실패하였다. 그는 3분 42.65초의 국내 기록으로 결승전에서 7위를 한 오스트레일리아 400m 혼계영 팀의 일부를 형성하였다.
1985년 스포츠 오스트레일리아 명예의 전당에 헌액되었다.

## 같이 보기
- 올림픽 수영 남자 메달리스트 목록
- 수영 접영 200m 세계 기록 추이